# Estação Fluvial da Trafaria
A Estação Fluvial da Trafaria é um dos seis pontos de ligação da Transtejo e Soflusa à Margem Norte do rio Tejo, permitindo o acesso às embarcações que fazem o trajeto entre Belém, Porto Brandão e Trafaria:
- ~T~ Belém ⇄ Porto Brandão ⇄ Trafaria

A estação está situada na Praceta do Porto de Lisboa, na zona da Trafaria, junto ao Forte de Nossa Senhora da Saúde da Trafaria. Faz ligação a inúmeras linhas da Carris Metropolitana nas paragens circundantes, possibilitando o transporte direto até Almada, Cacilhas, Charneca da Caparica, Costa da Caparica, Fonte da Telha, Monte de Caparica, Pragal e Vila Nova da Caparica, e conta com uma praça de táxis.

## História
As primeiras viagens regulares de barco entre a Trafaria e Lisboa tiveram início no século XIX com a inauguração dos barcos a vapor que faziam a travessia do rio Tejo. Esta ligação foi potenciada pela transformação dos hábitos da população da altura, tendo a ida à praia se tornado numa atividade social importante. A proximidade da Trafaria a Lisboa tornou-a num ponto de interesse para a burguesia.
O processo de construção da atual Estação Fluvial da Trafaria teve início em 1959, tendo a mesma sido inaugurada em 1962. Uma vez que se insere numa zona de praia, foi construída em aterro, junto ao Forte de Nossa Senhora da Saúde da Trafaria. Tendo em conta a necessidade do transporte de veículos entre as duas margens do rio Tejo, parte do espaço do aterro destinou-se à construção de uma pequena praça, para permitir a circulação de automóveis, assim como de zonas de estacionamento e de acostagem.
Antes da construção da atual Estação Fluvial da Trafaria os barcos provenientes de Lisboa atracavam numa ponte cais construída no alinhamento da Avenida Bulhão Pato, ao lado do atual edifício.

Devido à degradação do edifício da estação, foi apresentada em 2004 uma proposta do atelier de arquitetura NEUPARTH para a reabilitação do mesmo e reforço das estruturas de suporte, integrada num plano mais vasto de melhoramentos da freguesia da Trafaria. As obras de reabilitação ficaram concluídas em 2007. Devido à ação da erosão marítima e à diminuição do fluxo de passageiros, o pontão original, do lado poente da estação, acabou por ser demolido durante as obras de reabilitação.